# 达讷
达讷（法語：Dannes，法語發音：[dan]）是法国上法兰西大区加来海峡省的一个市镇，位于该省西部偏南，属于滨海布洛涅区。

## 地理
达讷（50°35'21"N, 1°36'50"E）面积10.23 平方千米，位于法国上法蘭西大區加来海峡省，该省份为法国北部沿海省份，西北濒北海，南至索姆省，东临北部省。
与达讷接壤的市镇（或旧市镇、城区）包括：讷沙泰勒-阿尔德洛、维代姆、卡米耶。

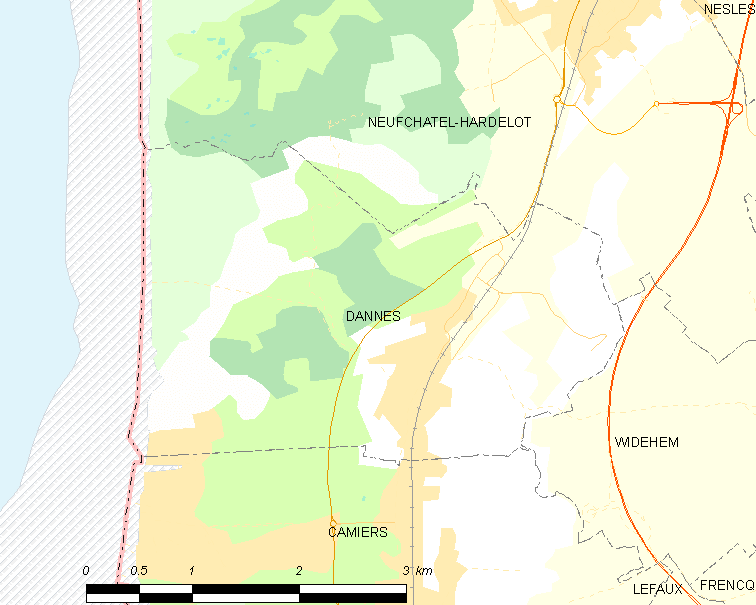
达讷的OSM定位图

达讷的时区为UTC+01:00、UTC+02:00（夏令时）。

## 行政
达讷的邮政编码为62187，INSEE市镇编码为62264。

## 政治
达讷所属的省级选区为乌特罗县。

## 人口

1962-2008年间达讷人口变化图示

达讷于2022年1月1日时的人口数量为1317人。